# Grad Balling
Das Grad Balling (Einheitenzeichen: °Bg, °Bal, °Blg), benannt nach dem österreichisch-böhmischen Chemiker Karl Josef Napoleon Balling, war eine gebräuchliche Einheit für die Bestimmung des Zuckergehaltes, abgeleitet von den von Balling 1843 konstruierten Saccharometer. 
Das Balling wurde früher im Brauwesen für die Ermittlung der Stammwürze genutzt und später durch das Grad Plato abgelöst. Heute wird die Einheit vor allem in englischsprachigen Ländern angewendet bei der Bestimmung des Mostgewichtes von Weinen, gemeinsam mit dem Grad Brix.